# Уильямс, Рис (футболист)
Рис Уи́льямс (англ. Rhys Williams; 13 июля 1988, Перт, Австралия) — австралийский футболист, полузащитник клуба «Уэстерн Сидней Уондерерс». Выступал в сборной Австралии.

## Карьера

### Клубная
22 сентября 2009 года Уильямс забил свой первый гол за «Мидлсбро» в матче против «Ковентри Сити», который закончился со счётом 2:2.
11 февраля 2011 года он продлил свой контракт с «речниками» на три с половиной года.
Уильямс пропустил большую часть сезона 2010/11 из-за травмы, также по этой причине он не поехал Чемпионат мира по футболу 2010 в Южной Африке. Провел длительный время в Австралии, где залечивал избавлялся от проблем со здоровьем. Вернулся в состав «Мидлсбро», только в конце сезона 2010/11. Смог проявить себя, за это время.
Благодаря сильному выступлению после травмы, в его услугах были заинтересованы многие клубы АПЛ, в том числе: «Ньюкасл Юнайтед», «Болтон Уондерерс», «Вест Бромвич Альбион», а также «Ливерпуль». Несмотря на это, он продлил контракт с «Мидлсбро», вплоть до 2016 года.
20 апреля 2016 года было объявлено о том, что Уильямс возвращается в Австралию. Рис присоединится к «Перт Глори» из А-лиги.